# 287. strelska divizija (ZSSR)
287. strelska divizija (izvirno rusko 287. стрелковая дивизия; kratica 287. SD) je bila strelska divizija Rdeče armade v času druge svetovne vojne.

## Zgodovina
Divizija je bila ustanovljena julija 1941 in uničena oktobra istega leta. Ponovno je bila ustanovljena decembra 1941.